# Księga Vanitasa
Księga Vanitasa (jap. ヴァニタスの手記 Vanitasu no shuki) – shōnen-manga, której autorką jest Jun Mochizuki. Kolejne rozdziały ukazują się w czasopiśmie „Gekkan Gangan Joker” należącym do wydawnictwa Square Enix od 22 grudnia 2015 roku. Jej powstawanie zostało ogłoszone krótko po zakończeniu poprzedniej tworzonej przez Mochizuki serii, Pandora Hearts, w listopadowym numerze „Gekkan Gangan Joker”.
W Polsce manga ta została zlicencjonowana przez wydawnictwo Waneko.

## Fabuła
Młody wampir imieniem Noé, w poszukiwaniu pomocy dla przyjaciela, przybywa do Paryża ze względu na pogłoski o mechanicznym grymuarze zwanym Księgą Vanitasa. Jednak zamiast żmudnego przeszukiwania bibliotek i księgarni w jego poszukiwaniu to owa księga sama go znajduje przybywając do niego w ramionach osoby podającej się za „wampirzego doktora”. W ten sposób Noé trafia w sam środek konfliktu, który zagraża pokojowi między ludźmi i wampirami – musi zdecydować czy dołączy do ciekawskiego i nieco stukniętego Vanitasa w jego misji ocalenia wampirzego gatunku.

## Bohaterowie
- Vanitas (jap. ヴァニタス Vanitasu)

Seiyū: Natsuki Hanae 
- Noé Archiviste (jap. ノエ・アルシヴィスト Noe Arushivisuto)

Seiyū: Kaito Ishikawa 
- Jeanne (jap. ジャンヌ Jannu)

Seiyū: Inori Minase 
- Lucius „Luca” Oriflamme (jap. ルキウス・オリフラム Rukiusu Orifuramu)

Seiyū: Shino Shimoji 
- Dominique „Domi” de Sade (jap. ドミニク・ド・サド Dominiku do Sado)

Seiyū: Ai Kayano 
- Louis de Sade (jap. ルイ・ド・サド Rui do Sado)

Seiyū: Miyuri Shimabukuro 
- Dante (jap. ダンテ)

Seiyū: Tarō Kiuchi 
- Amelia Ruth (jap. アメリア・ルース Ameria Rūsu)

Seiyū: Noriko Shitaya 
- Parks Orlok (jap. パークス・オルロック Pākusu Orurokku)

Seiyū: Itaru Yamamoto 
- Nox (jap. ノックス Nokkusu)

Seiyū: Arisa Kiyoto 
- Manet (jap. マーネ Māne)

Seiyū: Itsuki Kurita 
- Veronica de Sade (jap. ヴェロニカ・ド・サド Veronika do Sado)

Seiyū: Yōko Hikasa 
- August Ruthven (jap. オーガスト・ルスヴン Ōgasuto Rusuvun)

Seiyū: Toshiyuki Morikawa 
- Roland Fortis (jap. ローラン・フォルティス Rōran Forutisu)

Seiyū: Kengo Kawanishi 
- Olivier (jap. オリヴィエ Orivie)

Seiyū: Tomoaki Maeno 
- Astolfo Granatum (jap. アストルフォ・グラナトゥム Asutorufo Guranatumu)

Seiyū: Ayumu Murase 
- Chloé d’Apchier (jap. クロエ・ダプシェ Kuroe Dapushe)

Seiyū: Rie Kugimiya 
- Jean-Jacques Chastel (jap. ジャン＝ジャック・シャステル Jan Jakku Shasuteru)

Seiyū: Daiki Hamano 

## Manga
Do 1 maja 2016 roku pierwszy tom mangi został sprzedany w ponad 56 tysiącach egzemplarzy. Natomiast drugi tom mangi do 6 listopada 2016 roku sprzedano w ponad 80 tysiącach egzemplarzy. Trzeci tom został sprzedany w prawie 90 tysiącach egzemplarzy w trzy tygodnie od premiery.
Na początku kwietnia 2020 roku podano, że tworzenie mangi zostało tymczasowo wstrzymane ze względu na pandemię COVID-19.
| Nr | Język japoński       | Język japoński         | Język polski      | Język polski           |
| Nr | Data wydania         | ISBN                   | Data wydania      | ISBN                   |
| -- | -------------------- | ---------------------- | ----------------- | ---------------------- |
| 1  | 22 kwietnia 2016     | ISBN 978-4-7575-4961-6 | 5 grudnia 2016    | ISBN 978-83-64508-45-5 |
| 2  | 22 października 2016 | ISBN 978-4-7575-5105-3 | 6 marca 2017      | ISBN 978-83-8096-196-8 |
| 3  | 22 kwietnia 2017     | ISBN 978-4-7575-5329-3 | 21 lipca 2017     | ISBN 978-83-8096-195-1 |
| 4  | 22 listopada 2017    | ISBN 978-4-7575-5505-1 | 26 marca 2018     | ISBN 978-83-8096-195-1 |
| 5  | 21 lipca 2018        | ISBN 978-4-7575-5758-1 | 7 grudnia 2018    | ISBN 978-83-8096-452-5 |
| 6  | 22 lutego 2019       | ISBN 978-4-7575-5996-7 | 10 czerwca 2019   | ISBN 978-83-8096-196-8 |
| 7  | 21 października 2019 | ISBN 978-4-7575-6269-1 | 13 marca 2020     | ISBN 978-83-8096-830-1 |
| 8  | 22 czerwca 2020      | ISBN 978-4-7575-6635-4 | 20 listopada 2020 | ISBN 978-83-8096-899-8 |
| 9  | 22 czerwca 2021      | ISBN 978-4-7575-7231-7 | 24 listopada 2021 | ISBN 978-83-8242-133-0 |
| 10 | 20 maja 2022         | ISBN 978-4-7575-7827-2 | 30 września 2022  | ISBN 978-83-8242-368-6 |

## Anime
28 marca 2021 Aniplex ogłosiło, że na podstawie mangi powstanie seria anime. Seria została wyprodukowana przez studio Bones; reżyserią zajął się Tomoyuki Itamura, Deko Akao odpowiada za scenariusze, a Yoshiyuki Ito odpowiada za projekty postaci i reżyserię animacji. Seria anime została podzielona na dwie części; pierwsza połowa emitowana była od 3 lipca do 18 września 2021 roku na Tokyo MX i innych kanałach. Druga połowa swoją premierę miała 15 stycznia 2022 roku. Pierwszym motywem otwierającymi jest utwór „Sora to sora” (jap. 空と虚), który wykonuje Sasanomaly, natomiast motywem kończącym jest „0 (zero)” w wykonaniu LMYK. Drugi motyw otwierający to „Your Name” w wykonaniu Little Glee Monster. Drugim motywem kończącym jest „salvation” autorstwa MONONKUL.